# فهرست کاروانسراهای ارمنستان
در زیر فهرست کاروانسراهای ارمنستان آورده شده‌است.

## کاروانسراها
| #  | تصویر                                                               | نام                   | تاریخ                   | استان            | مکان       | ref.  |
| -- | ------------------------------------------------------------------- | --------------------- | ----------------------- | ---------------- | ---------- | ----- |
| 1  | Արուճի քարավանատուն Aruch Caravansarai                              | کاروانسرای آروچ       | سده ۱۳ام میلادی         | استان آراگاتسوتن | آروچ       |       |
| 2  |                                                                     | کاروانسرای آرایی      | ۱۲۱۳                    | استان آراگاتسوتن | آرایی      |       |
| ۳  | Թալինի քարավանատուն Talin Caravansarai                              | کاروانسرای تالین      | سده ۱۳ام میلادی         | استان آراگاتسوتن | تالین      |       |
| ۴  |                                                                     | کاروانسرای ستک        | سده ۷ام میلادی          | استان گغارکونیک  | ستک        |       |
| ۵  |                                                                     | کاروانسرای گغاسار     | سده‌های ۱۲ام-۱۳ام میلادی | استان لوری       | گغاسار     |       |
| ۶  | Հրազդանի քարավանատուն Hrazdan Caravansarai                          | کاروانسرای هرازدان    | سده ۱۳ام میلادی         | استان کوتایک     | هرازدان    |       |
| ۷  |                                                                     | کاروانسرای کراسار     | سده ۱۹ام میلادی         | استان شیراک      | کراسار     |       |
| ۸  | Ջրափիի քարավանատուն Jrapi Qaravansarai                              | کاروانسرای جراپی      | سده‌های ۱۰ام-۱۱ام میلادی | استان شیراک      | جراپی      |       |
| ۹  |                                                                     | کاروانسرای آگاراک     | سده ۱۷ام میلادی         | استان سیونیک     | آگاراک     |       |
| ۱۰ | Բարձրավանի քարավանատուն Bardzravan Caravansarai                     | کاروانسرای باردزراوان | سده‌های ۱۷ام-۱۸ام میلادی | استان سیونیک     | باردزراوان |       |
| ۱۱ |                                                                     | کاروانسرای گوریس      | سده‌های ۱۷ام-۱۸ام میلادی | استان سیونیک     | گوریس      |       |
| ۱۲ |                                                                     | کاروانسرای تساو       | سده‌های ۱۶ام-۱۷ام میلادی | استان سیونیک     | تساو       |       |
| ۱۳ | Կոտրած քարավանատուն Kotrats Caravansarai                            | کاروانسرای کوتراتس    | ۱۳۱۹                    | استان سیونیک     | هارژیس     |       |
| ۱۴ | Օրբելյանների իջևանատուն Orbelian's Caravanserai                     | کاروانسرای اوربلیان   | ۱۳۳۲                    | استان وایوتس‌جور  | آغنجادزور  | [ ۸ ] |
| ۱۵ |                                                                     | کاروانسرای آغنجادزور  | سده ۱۴ام میلادی         | استان وایوتس‌جور  | آغنجادزور  |       |
| ۱۶ |                                                                     | کاروانسرای ایجوان     | سده‌های ۱۰ام-۱۳ام میلادی | استان تاووش      | ایجوان     |       |
| ۱۷ | Առաքելոց գյուղատեղու քարավանատուն Qaravansarai in Araqelots village | کاروانسرای آچارکوت    | سده‌های ۱۳ام-۱۴ام میلادی | استان تاووش      | آچارکوت    |       |